# Joseph Sieff
Joseph Edward Sieff, també conegut com Teddy Sieff, (28 de novembre de 1905 - 4 de novembre de 1982) va ser un empresari i activista polític sionista anglès. Va ser president de l'empresa de comerç minorista Marks & Spencer (M&S) i vicepresident honorari de la Federació Sionista Britànica.
Sieff va treballar a M&S durant gran part de la seva trajectòria, igual que el seu germà Israel Sieff. El 1967 va succeir a Israel com a president i va exercir en el càrrec fins al 1972, moment en el qual va ser reemplaçat pel fill d'Israel, Marcus Sieff.
El 1973, Teddy Sieff va sobreviure a un intent d'assassinat del Front Popular per a l'Alliberament de Palestina. El 30 de desembre, un dels seus militants, Ilich Ramírez Sánchez, també conegut com a Carlos «el Xacal», es va presentar a casa seva, situada a Queen's Grove, en el districte de St John's Wood de Ciutat de Westminster a Londres, i va ordenar a la minyona que el portés davant de Sieff. L'empresari es trobava en aquell moment a la cambra de bany, fent-se una banyera, quan Carlos li va disparar una bala amb la seva pistola Tokarev de 7,62 mm, que va rebotar en Sieff just entre el nas i el llavi superior i el va deixar inconscient; aleshores l'arma es va bloquejar i Carlos va fugir. L'intent d'assassinat es representa a la pel·lícula de 2010, Carlos amb un actor que interpreta a Sieff. Les imatges d'arxiu d'una entrevista amb la víctima també s'inclouen a l'obra cinematogràfica.
Sieff va tenir dues filles del primer matrimoni, que va finalitzar l'any 1951 amb la mort de la seva cònjuge. Posteriorment, en segones núpcies, va tenir un fill i una filla amb la Louis, que va sobreviure a la mort de Sieff.